# خوشچوو
خوشچوو (به لهستانی:  Choszczów) یک روستا در لهستان است که در گمینا کوروو واقع شده‌است. خوشچوو ۲۷۱ نفر جمعیت دارد.